# Стюарт, Джон, 3-й граф Леннокс
Джон Стюарт (англ. John Stewart; ок. 1490 — 4 сентября 1526) — шотландский магнат, 3-й граф Леннокс и 3-й лорд Дарнли с 1513 года, один из лидеров роялистов в период несовершеннолетия короля Якова V Стюарта.

## Биография
Джон Стюарт был сыном Мэтью, 2-го графа Леннокса, погибшего в битве при Флоддене, и Элизабет Гамильтон, дочери Джеймса Гамильтона (ок. 1415 — 1479), 1-го лорда Гамильтона, а по матери — внучки короля Шотландии Якова II Стюарта.
После назначения в 1515 году регентом Шотландии на период несовершеннолетия короля Якова V Джона Стюарта, герцога Олбани, граф Леннокс поднял восстание против регента. Одновременно он организовал мятеж горских кланов. Активную поддержку восстанию оказал король Англии Генрих VIII, недовольный профранцузской политикой регента. Но отряды графа Леннокса были разбиты герцогом Олбани в столкновении у Глазго, и восстание захлебнулось. Регент продемонстрировал политическую гибкость и не стал применять репрессии по отношению к лидерам мятежа. Вскоре Леннокс вновь был привлечен в регентский совет.
В 1524 году Олбани был смещен с поста регента, власть в стране захватил граф Ангус. На все главные государственные должности были назначены родственники Ангуса, а молодой король был помещен в Эдинбургский замок на положение заложника. Леннокс как один из самых последовательных роялистов своего времени в 1526 году вошел в контакт с Яковом V и организовал заговор с целью освобождения короля. Заговор получил широкую поддержку среди шотландского дворянства, но 4 сентября 1526 года Леннокс был убит при попытке освобождения короля.

## Семья и дети
19 января 1511 года женился на Элизабет Стюарт, дочери Джона Стюарта (ок. 1440—1512), 1-го графа Атолла, и Элеоноры Синклер (1457—1518), дочери Уильяма Синклера, 3-го графа Оркнейского. Их дети:
- Мэтью Стюарт (1516—1571), 4-й граф Леннокс (1526—1571)
- Роберт Стюарт (1516—1586), 6-й граф Леннокс (1578—1580)
- Джон Стюарт (ок. 1519 — 1567), 5-й сеньор д’Обиньи (1543—1567)
- Елена (Элеонора) Стюарт, 1-й муж — граф Уильям Эрролл, 2-й муж — Джон Гордон (1525—1567), 11-й граф Сазерленд (1546—1567), фаворитка короля Шотландии Якова V и мать Джона Стюарта, приора Колдингема
- Элизабет Стюарт, муж — Ниниан Росс